# Типай
Типай (Campo, Cochimí, Comeya, Cuchimí, Diegueño, Digueño, Kamia, Kamiai, Kamiyahi, Kamiyai, Ki-Miai, Ko’al, Ku’ahl, Kumeyaai, Kumeyaay, Kumia, Kumiai, Kw’aal, Quemayá, Tiipai, Tipai’, Tipái, Tipéi) — язык индейцев кумеяй Северной Америки, распространённый на юге США и севере Мексики.  Местный[уточнить] язык в Америке, на котором говорят племена кумеяай в ранчо Неджи, в горах юго-восточнее города Текате и в 60 км к востоку от города Энсенада, в муниципалитетах Джааа, Каньон-де-лос-Энсинос, Ла-Уэрта-де-лос-Индиос, Сан-Антонио-Некуа, Сан-Хосе-де-ла-Сорра штата Нижняя Калифорния в Мексике и на юге штата Калифорния, восточнее города Сан-Диего, а некоторые проживают в долине Империи в США. Язык типай также является южным диегеньо.
Типай принадлежит юманской семье языков и к дельта-калифорнийской ветви этой семьи. В прошлом, типай и его соседи на севере, языки кумеяай и ипай, рассматривались как диалекты единого языка диегеньо, но лингвисты теперь признают, что они представляют собой не менее трёх различных языков (для дискуссии см. Маргарет Лэнгдон). Типай сам по себе неравномерная разновидность произношения, но некоторые полагают, что его, может быть, можно было признать несколько языков в типай (Лэйлендер 1985:33, Митун 1999:577).
Опубликована документация языка типай, включая в себя описание грамматики (Миллер 2001), сравнительный словарь (Миллер и Лэнгдон 2008), список слов (Меза и Мейер 2008), и тексты (Хинтон 1976, Хинтон 1978, см. также Миллер 2001:331-348).

## Генеалогическая и ареальная информация

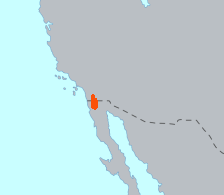
Местонахождение языка

Язык типай является частью дельта-калифорнийской группы юманской ветви кочими-юманской семьи. Данная семья распространена в штате Нижняя Калифорния (Мексика), а также в штатах Аризона и Калифорния (США). Ранее данный язык входил в состав языка кумеяй и не был отделен от его близких родственников — собственно языка кумеяй и языка ипай. Более того, сам типай представляет собой не единую структуру, его варианты очень различны в зависимости от его местоположения; более всего описан так называемый Jamul Tiipai (Типай статистически обособленной местности Хамул). Ныне входит в так называемый языковой континуум кумеяй.

## Социолингвистическая информация
Общее число носителей составляет около 440 человек, из которых, согласно статистическому отделу ООН, носителей в Мексике — 290 (2011). Язык типай является языком низкого престижа, доминирующее над ним положение занимает мексиканский испанский. Последовательно, в языке типай По шкале EGIDS, язык типай находится на уровне 8а. Это означает, что все носители языка — взрослые люди, достигшие как минимум среднего возраста; передача языка перестала осуществляться от позапрошлого поколения к прошлому, а сам язык находится на грани исчезновения. Попыток ревитализации типая не предпринималось. Существует незначительное количество интернет-ресурсов на данном языке.

## Типологическая характеристика

### Тип (степень свободы) выражения грамматических значений
Преимущественно для языка характерен синтетизм, например ирреальность выражается с помощью аффикса -χ:

| me-nyematt-χ        |
| 3/2-help-irr        |
| 'he will help you.' |

Также присутствуют черты аналитизма. Например, некоторые глаголы требуют наличие вспомогательного глагола say:

| a'aaw                   | timiim-w-i |
| light_flicker           | 3-say      |
| 'The lights flickered.' |            |

 Более того, наблюдаются черты и полисинтетизма, к примеру:

| mat*m-aawar     |
| body*2-be.tired |
| 'you are tired' |

### Характер границы между морфемами
В языке представлена агглютинация с элементами кумуляции.
Так, в основном, большая часть морфем несёт на себе одно грамматическое значение. Тем не менее, некоторые аффиксы выражают два грамматических значения, к примеру, субъектно-объектные префиксы (см. раздел 3.3.2 Предикация).
Границы между морфемами строгие, языку не свойственна фузия; более того, стык морфем часто разграничивается с помощью гласного ə.

|  | w-amp-ch             | 'al'al-ch | w-aam-s       |
|  | 3-walk-ss            | wobble-ss | 3-go.away-emp |
|  | 'He staggered away.' |           |               |

### Тип маркирования

#### Посессивная именная группа
Тип маркирования в посессивной группе вершинный:

|  | Evelyn                                     | nye-armewil | uutak-x       | ta*paa-ch            |
|  | Evelyn                                     | ali-car     | make.open-irr | clitic*be.present-ss |
|  | 'He was trying to break into Evelyn’s car' |             |               |                      |

#### Предикация
Тип маркирования в предикации двойной. В клаузе с одноместным предикатом выражается лицо субъекта.
| лицо | показатель                                                                        |
| ---- | --------------------------------------------------------------------------------- |
| 1    | '- — перед основой, начинающейся на ударный гласный ∅ — перед остальными основами |
| 2    | m-                                                                                |
| 3    | w-, u-, uu-, ∅                                                                    |

Пример:
'-amp (1-walk) 'I walked'
m-amp (2-walk) 'you walked'

w-amp (3-walk) 'she/he walked'
В клаузе с двухместным глаголом выражается и лицо субъекта, и лицо объекта.
| лицо                             | показатель |
| -------------------------------- | ---------- |
| 1 лицо субъекта и 2 лицо объекта | ny-        |
| 1 лицо субъекта и 2 лицо объекта | nyem-      |
| 3 лицо субъекта и 1 лицо объекта | nye'-      |
| 3 лицо субъекта и 2 лицо объекта | m-         |

Объект в 3 лице не выражается на глаголе.
Пример:
ny-any (1/2-accompany) 'I accompanied you'
'-any (1-accompany) 'I accompanied her/him'
nyem-any (2/1-accompany) 'you accompanied me'
m-any (2-accompany) 'you accompanied her/him'
nye'-any (3/1-accompany) 'she/he accompanied me'
m-any (3/2-accompany) 'she/he accompanied you'
w-any (3-accompany) 'she/he accompanied her/him'

Существительные могут маркироваться падежами, но маркирование необязательно.

|  | vuur                                    | shin   | puu-k         | we-man-ch ...  |
|  | burro                                   | be.one | that.one-from | 3-originate-ss |
|  | 'A burro came from that [side] and ...' |        |               |                |

Ср. с предложением, где аблатив не выражается:

|  | nye-famiil                           | chamlly | Kuyamäka | neman        |
|  | ali-family                           | all     | Cuyamaca | originate.pl |
|  | 'His family all come from Cuyamaca.' |         |          |              |

### Тип ролевой кодировки
Тип ролевой кодировки номинативно-аккузативный. Выражение номинатива (традиционно — «субъектного» падежа; -nom) обязательно только при демонстративном аффиксе (определённом артикле) -pe. Маркирование происходит вне зависимости от типа клаузы и двухместности/одноместности предиката. Объект не маркирован.

#### Клауза с двухместным предикатом
|  | xattpa-pe-ch                                                                                             | nyimbi | kwenyaaw   | we-saaw | xally*we-yaaw-x     | ta*kwa-pes           |
|  | coyote-dem-nom                                                                                           | anyway | jackrabbit | 3-eat   | xally*3-deceive-irr | ta*be.audible-advers |
|  | 'The coyote ate the jackrabbit anyway, even though (the jackrabbit) had tried (audibly) to deceive him.' |        |            |         |                     |                      |

Выражение номинативного падежа необязательно:

|  | Emerson                               | wa’aa | uutak-x       | puuwar    |
|  | Emerson                               | door  | make.open-irr | be.unable |
|  | 'Emerson couldn’t get the door open.' |       |               |           |

#### Агентивная клауза с одноместным предикатом
|  | kaak-pe-ch            | aayip-ch …   |
|  | crow-dem-nom          | arrive.pl-ss |
|  | 'The crows arrived …' |              |

Выражение номинативного падежа необязательно:

|  | vuur                                  | shin   | puu-k         | we-man-ch …    |
|  | burro                                 | be.one | that.one-from | 3-originate-ss |
|  | 'A burro came from that [side] and …' |        |               |                |

#### Пациентивная клауза с одноместным предикатом
|  | xu’maay-pe-ch                        | koorel-m  | shema | raw-ch |
|  | boy-dem-nom                          | corral-in | sleep | hab-ss |
|  | 'The boy always slept in the corral' |           |       |        |

Выражение номинативного падежа необязательно:

|  | xekwall                                                      | may | shema | xemaaw | t*uu-yak     |
|  | child                                                        | neg | sleep | not    | i*3-be.lying |
|  | 'The baby wasn’t sleeping (but he was in a lying position).' |     |       |        |              |

### Базовый порядок слов
Базовый порядок слов — SOV. Обстоятельства находятся между объектом и глаголом.
nyaach maap Goodwill ny-iny-x
I you.abs Goodwill 1/2-give-irr

'I’m going to give you to Goodwill!' 

## Особенности

### Иерархия лица
В трехвалентных глаголах по типу «дать» глагол может согласовываться с прямым или косвенным объектом. Объект согласования выбирается, исходя из следующей иерархии:
```
1 лицо > 2 лицо > 3 лицо (одушевлённое) > 3 лицо (неодушевлённое)
```

Пример:
puu-ch xiikay nye'-iny-x-a
that.one-nom some 3/1-give-irr-emp

'He will give me some.'
В приведённом примере глагол согласуется с субъектом третьего лица и косвенным дополнением первого лица. Согласования с прямым объектом третьего лица нет.

### Квотативы
В языке наличествуют квотативы -yui/-chui, используемые как способ цитации в частности, в передаче историй, увиденных не человеком лично.
Пример:

|  | chem’illy-pu                       | stuum-chyui |
|  | ants-dem                           | summon-quot |
|  | 'he summoned the ants (they say).' |             |

### Глагольные показатели
В языке отсутствуют показатели времени. Прошедшее/будущее время выражаются либо с помощью показателя итеративности/ирреалиса соответственно, либо с помощью вспомогательных конструкций. Более того, большая часть показателей глагола (таких, как имперфективность, хабитуалис и т. д.) так же выражаются с помощью дополнительных конструкций.
Пример:

|  | 'iinyaay                                                              | maariik | rar-x    | ta*paa-x         |
|  | be.morning                                                            | beans   | cook-irr | a*be.present-irr |
|  | 'I’m planning on cooking beans tomorrow (lit. [when] it is morning).' |         |          |                  |

### Множественное число
В языке множественное число обязательно исключительно для существительных, обозначающих людей, и глаголов с ними согласованных. Единственное и множественное число представлены разными основами; основа множественного числа словообразовательно произведена от основы единственного, однако предсказать способ образования для конкретно взятой основы возможным не представляется.

### Особенности аффиксов в языке
В языке большая часть инвентаря представлена префиксами с разнообразными лексическими и грамматическими значениями, притом количество префиксов больше или равно количеству других аффиксов в языке.

## Список используемых сокращений
- 1 — первое лицо
- 2 — второе лицо
- 3 — третье лицо
- irr — ирреалис
- ali — посессивный аффикс
- ss — маркер одинакового субъекта действия
- from — аблатив
- pl — множественное число
- advers — адверсатив
- dem — демонстративный аффикс
- nom — падеж субъекта
- in — иннесив
- hab — хабитуалис
- neg — отрицание
- abs — абсолютив
- emp — эмфатическая клитика

## Список использованной литературы
- Miller, Amy W. 2001. A Grammar of Jamul Tiipay. Berlin: Mouton de Gruyter.